# 凯尔西地区利莫涅
凯尔西地区利莫涅（法語：Limogne-en-Quercy，法語發音：[limɔɲ ɑ̃ kɛʁsi]）是法国洛特省的一个市镇，属于卡奥尔区。

## 地理
凯尔西地区利莫涅（44°23'51"N, 1°46'13"E）面积32.31 平方千米，位于法国奧克西塔尼大區洛特省，该省份为法国西南部内陆省份，北起顺时针与科雷兹省、康塔爾省、阿韦龙省、塔恩-加龙省、洛特-加龍省和多尔多涅省接壤。
与凯尔西地区利莫涅接壤的市镇（或旧市镇、城区）包括：卡尔维尼亚克、塞讷维耶尔、吕加尼亚克、普罗米亚讷、皮茹尔德、圣让德洛尔、瓦赖尔、维达亚克。

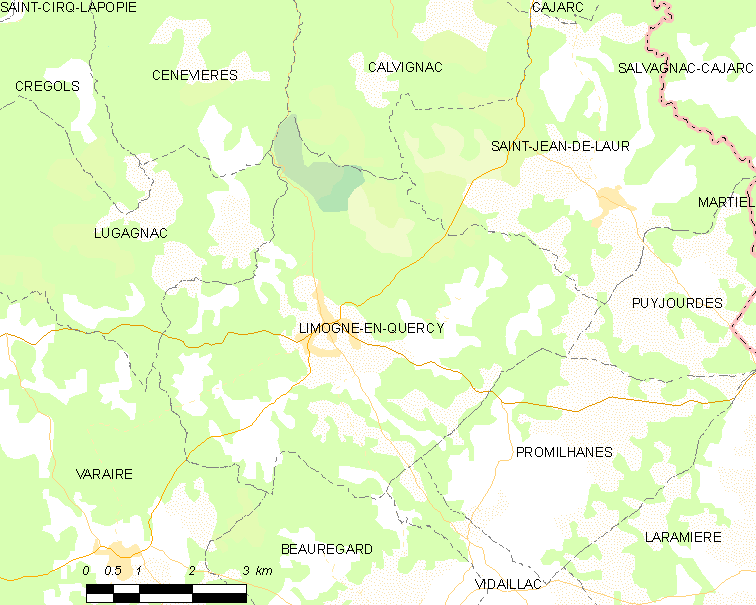
凯尔西地区利莫涅的OSM定位图

凯尔西地区利莫涅的时区为UTC+01:00、UTC+02:00（夏令时）。

## 行政
凯尔西地区利莫涅的邮政编码为46260，INSEE市镇编码为46173。

## 政治
凯尔西地区利莫涅所属的省级选区为南凯尔西边区县。

## 人口

1962-2008年间凯尔西地区利莫涅人口变化图示

凯尔西地区利莫涅于2022年1月1日时的人口数量为842人。